# La squadriglia dell'aurora
La squadriglia dell'aurora (The Dawn Patrol) è un film del 1930 diretto da Howard Hawks. Il regista, che firma anche la sceneggiatura, compare nel film in un piccolo ruolo, quello di un pilota tedesco.
Il soggetto è tratto da una storia di John Monk Saunders, ambientata nel 1915 in Francia, durante la prima guerra mondiale, con protagonisti i piloti del 59th British Squadron.

## Trama
Prima guerra mondiale: i piloti di uno squadrone dell'RFC affrontano la tensione del combattimento con forti bevute notturne. I due assi dello squadrone "A Flight", Courtney e Scott, hanno finito per odiare il comandante Brand, accusandolo di aver inviato delle reclute direttamente in combattimento su un velivolo di scarsa qualità.
Senza che loro lo sappiano, Brand ha dovuto affrontare continue discussioni coi massimi vertici militari per consentire ai nuovi piloti di fare pratica, ma il comando supremo, deciso a mantenere ad ogni costo la superiorità aerea, ne ordina l'immediato invio al combattimento. La tensione peggiora quando uno squadrone d'élite Luftstreitkräfte guidato da "von Richter" prende posizione proprio di fronte a loro.
Dopo aver perso diversi piloti veterani dello squadrone, le truppe divengono composte da numero sempre maggiore di reclute, che non hanno assolutamente alcuna possibilità contro i veterani tedeschi. Von Richter lancia una provocazione a cui Courtney e Scott rispondono attaccando l'aerodromo dei tedeschi disobbedendo gli ordini di Brand. Quest'ultimo viene richiamato al quartier generale e Courtney viene nominato comandante di squadrone.
Scott e Courtney litigano quando vengono a sapere che il fratello minore di Scott è uno dei nuovi sostituti e viene immediatamente mandato in missione, in cui perde la vita. Brand ritorna al comando di una nuova missione, che equivale ad un suicidio dietro le linee nemiche. A Courtney è proibito condurre la missione, così Scott si offre volontario. Courtney lo ubriaca e si mette al comando al posto suo. Abbatte von Richter, ma tornando dalla missione viene ucciso da un altro pilota tedesco. Scott diventa il nuovo comandante di squadriglia.

## Produzione
Il film fu prodotto dalla Vitaphone e dalla First National Pictures (con il nome A First National Talking Picture)

## Distribuzione
Distribuito dalla First National Pictures, uscì nelle sale cinematografiche USA il 20 agosto 1930.